# Kościół św. Jana Apostoła i Ewangelisty w Poznaniu
Kościół św. Jana Apostoła i Ewangelisty w Poznaniu – rzymskokatolicki kościół parafialny, zlokalizowany w Poznaniu, na Starołęce, przy ul. Fortecznej.

## Historia
Przyczyną wybudowania kościoła był gwałtowny wzrost liczby mieszkańców Starołęki, w tym zwłaszcza budowa osiedla wieżowców na ul. Falistej. 10 lipca 1994 arcybiskup Jerzy Stroba powierzył księdzu Markowi Balcerowi misję tworzenia parafii w tym rejonie miasta. Miejscem tymczasowego odprawiania nabożeństw była część terenu dawnego cmentarza ewangelickiego u zbiegu ulic Obodrzyckiej i Pochyłej. W październiku 1994 oddano do użytku drewniany barak obity papą, który służył jako tymczasowa kaplica. 12 kwietnia 1995 arcybiskup Stroba ustanowił tu ośrodek duszpasterski. 17 kwietnia tego samego roku dokonano w kaplicy pierwszego chrztu. We wrześniu 1996 rozpoczęto prace przygotowawcze na placu budowy przy ul. Fortecznej. W lipcu 1997 zalano ławy fundamentowe w powstałych wcześniej wykopach. 1 września 2000 arcybiskup Juliusz Paetz erygował tu parafię. W 2001 odprawiono w kościele pierwszą Pasterkę. Trzy dni później arcybiskup Paetz wmurował kamień węgielny. W marcu 2002 rozebrano starą kaplicę na dawnym cmentarzu ewangelickim, a w jej miejscu postawiono 3-metrowy krzyż. Kościół wykańczano jeszcze przez kilka następnych lat. 28 czerwca 2009 arcybiskup Stanisław Gądecki dokonał konsekracji kościoła.

## Opis
Autorami projektu kościoła są Aleksandra Kornecka i Krystyna Weiss. Świątynię wybudowano na planie prostokąta. Jednonawowy z prosto zamkniętym prezbiterium. Na ścianie prezbiterium wąski, pionowy witraż z wyobrażeniem Ducha Świętego. Po bokach małe witraże z portretami dwunastu apostołów. W oknach świątyni sceny drogi krzyżowej. Wszystkie witraże wykonała pracownia Michała Kośmickiego. Na ścianie nawy, blisko prezbiterium, obraz patrona kościoła św. Jana Apostoła i Ewangelisty. Po lewej stronie ołtarza obraz Matki Bożej Nieustającej Pomocy, a po prawej obraz Serca Jezusowego. Kościół połączony jest z budynkiem domu parafialnego.

## Galeria

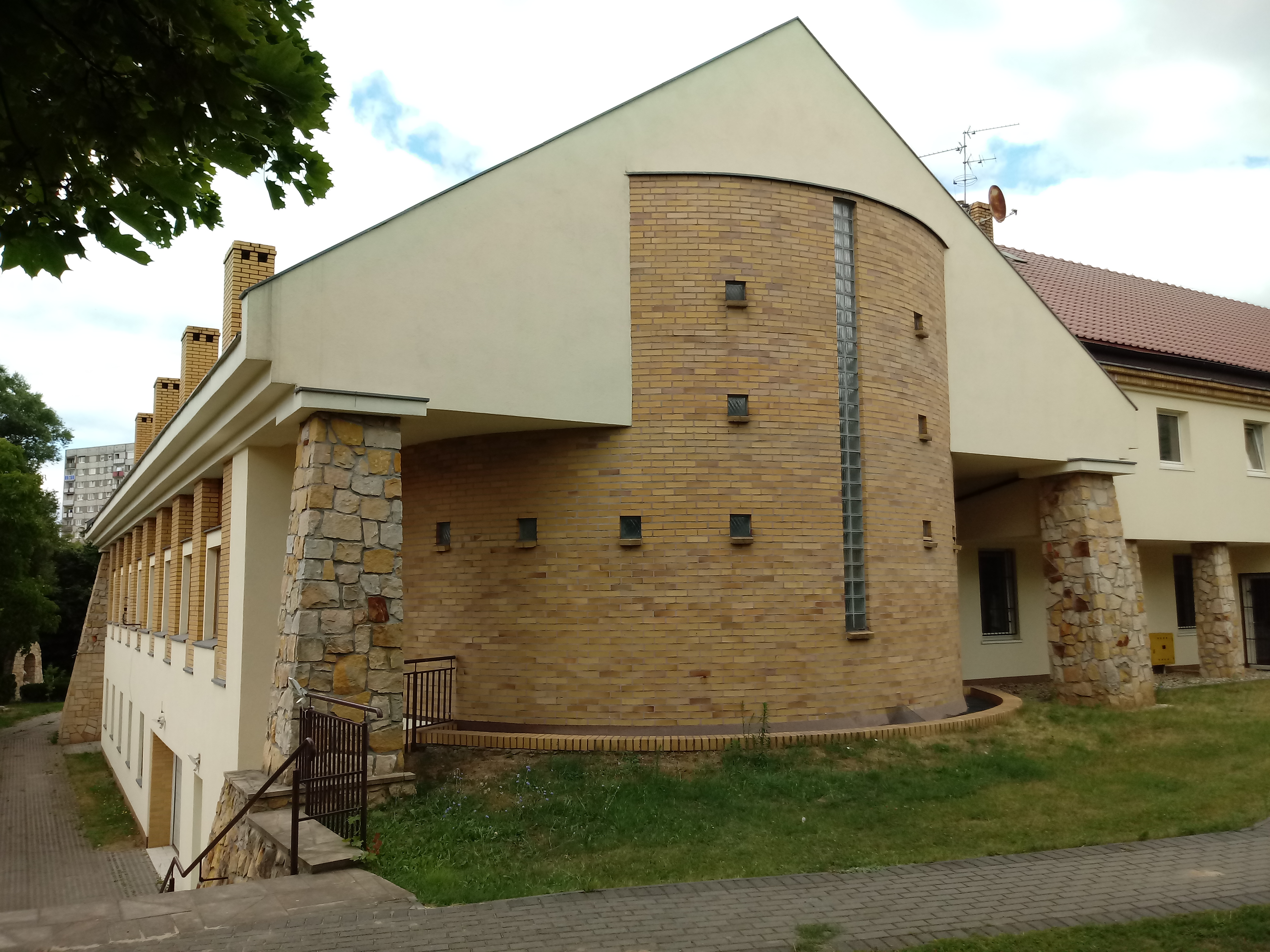
Widok od strony ul. Fortecznej
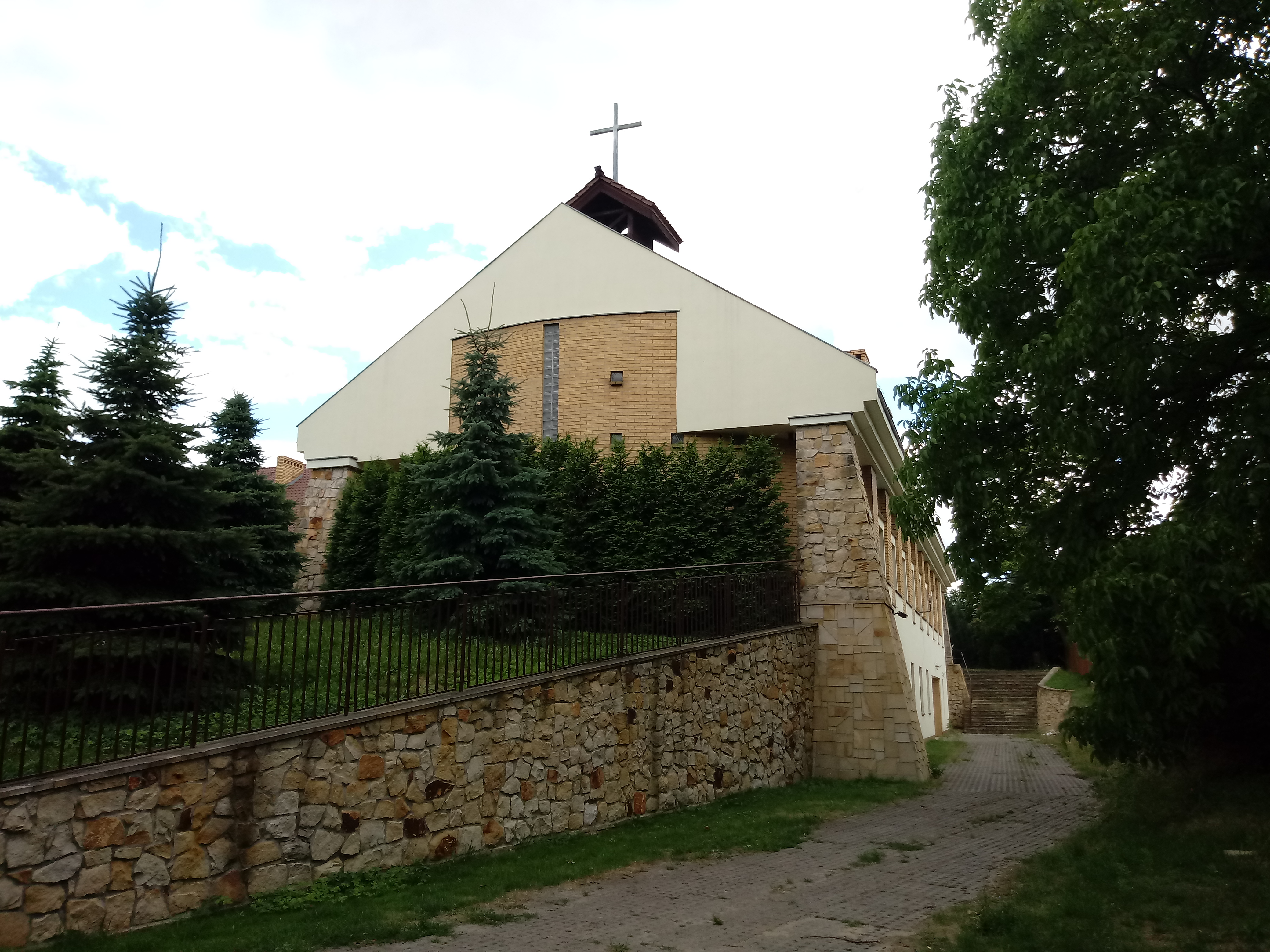
Widok od strony ul. Bystrej
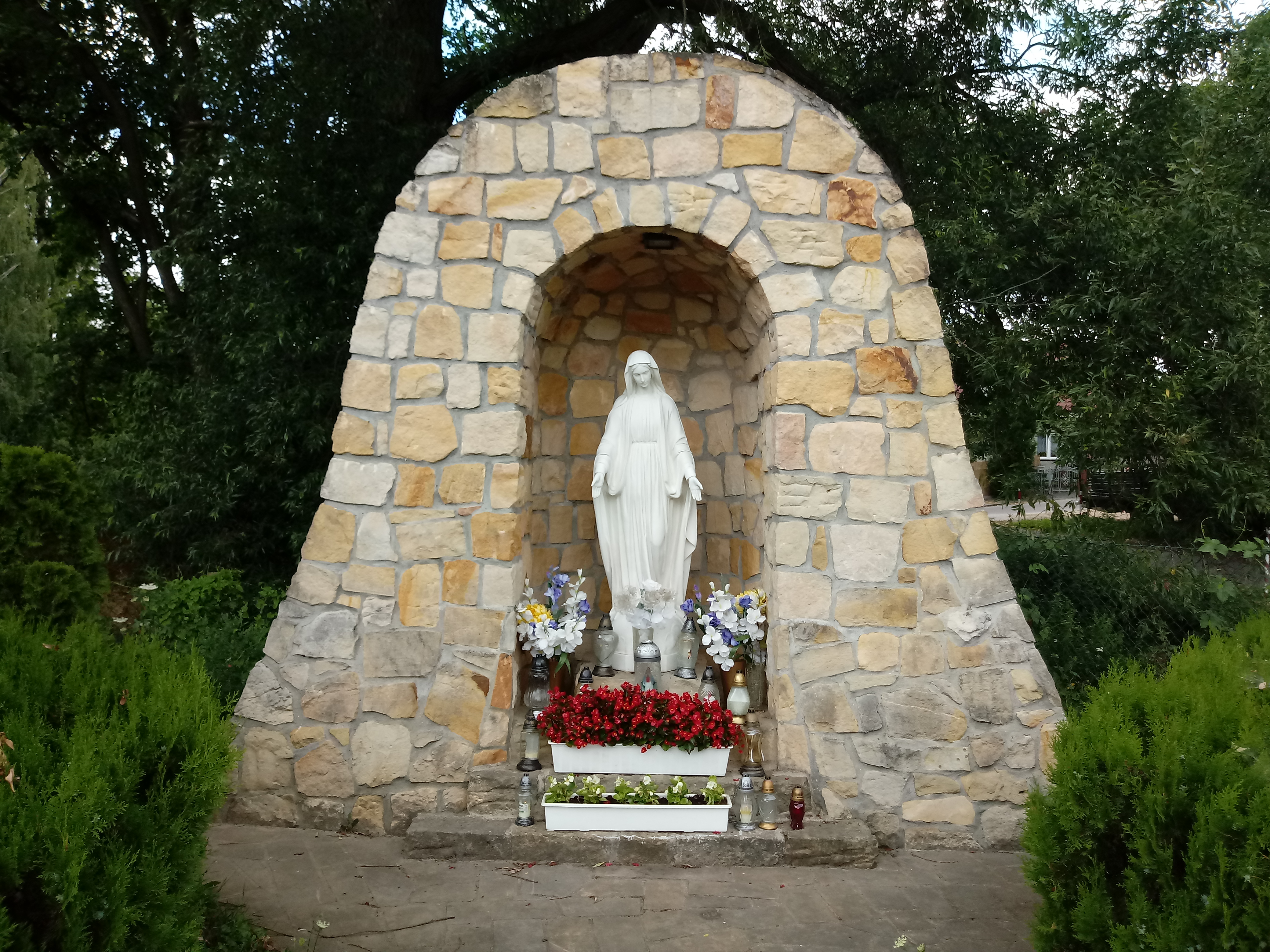
Grota z figurą Matki Boskiej na terenie przykościelnym